# Schaufelspitze (Karwendel)
La Schaufelspitze est une montagne culminant à 2 306 m d'altitude dans le massif des Karwendel en Autriche.

## Géographie
La Schaufelspitze se situe dans le chaînon du Sonnjoch entre le Sonnjoch et la Bettlerkarspitze.

## Ascension
La voie la plus facile part du Hagelhütte (1 077 m d'altitude) dans la Rißtal jusqu'au sommet. Le sentier n'est pas balisé et donc pas très facile à trouver, surtout dans la zone des lacets.
Sur la crête au nord-est, la transition vers la Bettlerkarspitze est possible ; elle est d'une difficulté niveau 2.